# Adémar (vicomte de Lyon)
Pour les articles homonymes, voir Adémar.
Adémar fut vicomte de Lyon au milieu du Xe siècle.
Il n'est connu que par un acte de cession en date du 28 mars 944 , dans lequel, il apparait investi du titre de vicomte et des droits sur le pagus Lugdunensis. Il y est contraint de faire don de la seigneurie de Thoissey et ses dépendances à l'Abbaye de Cluny.
L'acte fut réalisé en présence de:
- Hugues le Noir;
- Letaud, comte de Macon;
- Charles Constantin fils héritier évincé de Louis III l'Aveugle, comte de Vienne, vassal du roi de France;
- Hugues, seigneur de Bouligneux[3];
- Le comte Guillaume, Auguste Bernard le rattacha fautivement aux comtes de Lyon et de Forez. La chronologie ne s'oppose pas à ce qu'il fut Guillaume III, comte de Poitiers et du duché d'Aquitaine.

Par ailleurs, les moines sollicitèrent du roi de France Louis IV d'Outremer la donation de ses terres à Thoissey, elle n'intervint finalement que lors du mariage de Mathilde de France sous le règne de Lothaire.